# Hiroshi Araki
Hiroshi Araki (荒木 博志 Araki Hiroshi) is een Japans astronoom. Araki werkt bij het Mizusawa VLBI observatorium van het nationaal astronomisch observatorium van Japan in Ōshū en was de subleider van het Science Team in de MUSES-C-missie. Hij ontdekte twee planetoïden. Samen met collega's maakte hij een gedetailleerde topografische kaart van de maan.

## Ontdekkingen
- 26887 Tokyogiants (14 oktober 1994)
- 100267 JAXA (14 oktober 1994)

- Virtual International Authority File: 309144928078954341565